# Noorvik
Noorvik – miasto w Stanach Zjednoczonych, w stanie Alaska, w okręgu Northwest Arctic.